# Hadsapoke's Band
Hadsapoke's Band /ime dolazi prema njihovom poglavici/, jedna od bandi Sjevernih Pajuta (Paviotso) što su nekada živjeli u Gold Canyonu na rijeci Carson u zapadnoj Nevadi. Populacija im je 1859. iznosila 110. U Ind. Aff. Rep. (1859) spominju se kao Had-sa-poke's band.

## Vanjske poveznice
- Mono-Paviotso Indian Tribe History